# 北極の海氷

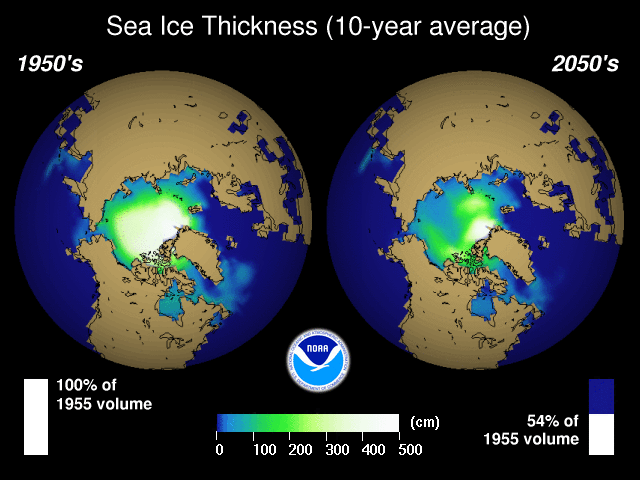
NOAAが投影した北極の変化。

北極の海氷とは北極海とその周辺を覆う海氷のこと。北極の海氷は春夏に融解して9月半ばに最も小さくなり、秋冬に増大すると言う定期的な季節サイクルを経ている。北極の夏の氷が覆っているのは、冬の氷が覆う面積の50%である。一部の氷は翌年まで持ち越す。現状、北極海盆の海氷の28%が複数年の氷となっており、これは季節性の氷よりも厚く、広い海域で3-4mの厚さで、尾根の部分は最大20mの厚さがある。この定期的な季節サイクルは、この数十年にかけての北極圏の海氷減少の基調となっている。

## 気候上の重要性

### エネルギー収支効果
海氷は（比較的）温かい海をその上のはるかに冷たい空気から隔離し、海からの熱損失を減らすため、極地の海の熱バランスに重要な影響を及ぼす。海氷は日射を非常に反射し、氷が露出した状態で入射する日射の60%を、雪に覆われると80%を反射する。このフィードバックはアルベド効果として知られている。この値は海の反射率（約10%）よりもはるかに大きいので、氷は海面での太陽光の吸収にも影響を与える。

### 水文学的効果
海氷サイクルは高密度の（塩水）「底水」の重要な供給源である。海水が凍る時に塩分はほとんど取り残される。余剰の塩分によって高密度になった残りの海面の海水は（比重が重くなるので）沈み込み、北大西洋深層水などの高密度の水塊を生成する。この高密度の水の生成は熱塩循環を維持するために不可欠であり、これらのプロセスの正確な表現は気候モデル化において重要である。

### オッデン
北極圏では、海域全体で主としてはす葉氷が形成される重要な海域はグリーンランド海のいわゆるオッデン氷舌である。オッデン（Odden：ノルウェー語で「岬」）は、北緯72°から74°の近辺で東グリーンランド海流から一部の海水が迂回したヤン・マイエン海流に非常に冷たい極地の表面水が存在するためその緯度で冬季に東グリーンランドの主たる氷の淵から東に成長する。ほとんどの古い氷は風によって南に流されるため、新しく晶氷やはす葉氷が形成される冷たい開けた海面が露出され続ける。

## 海氷の範囲、量とその傾向

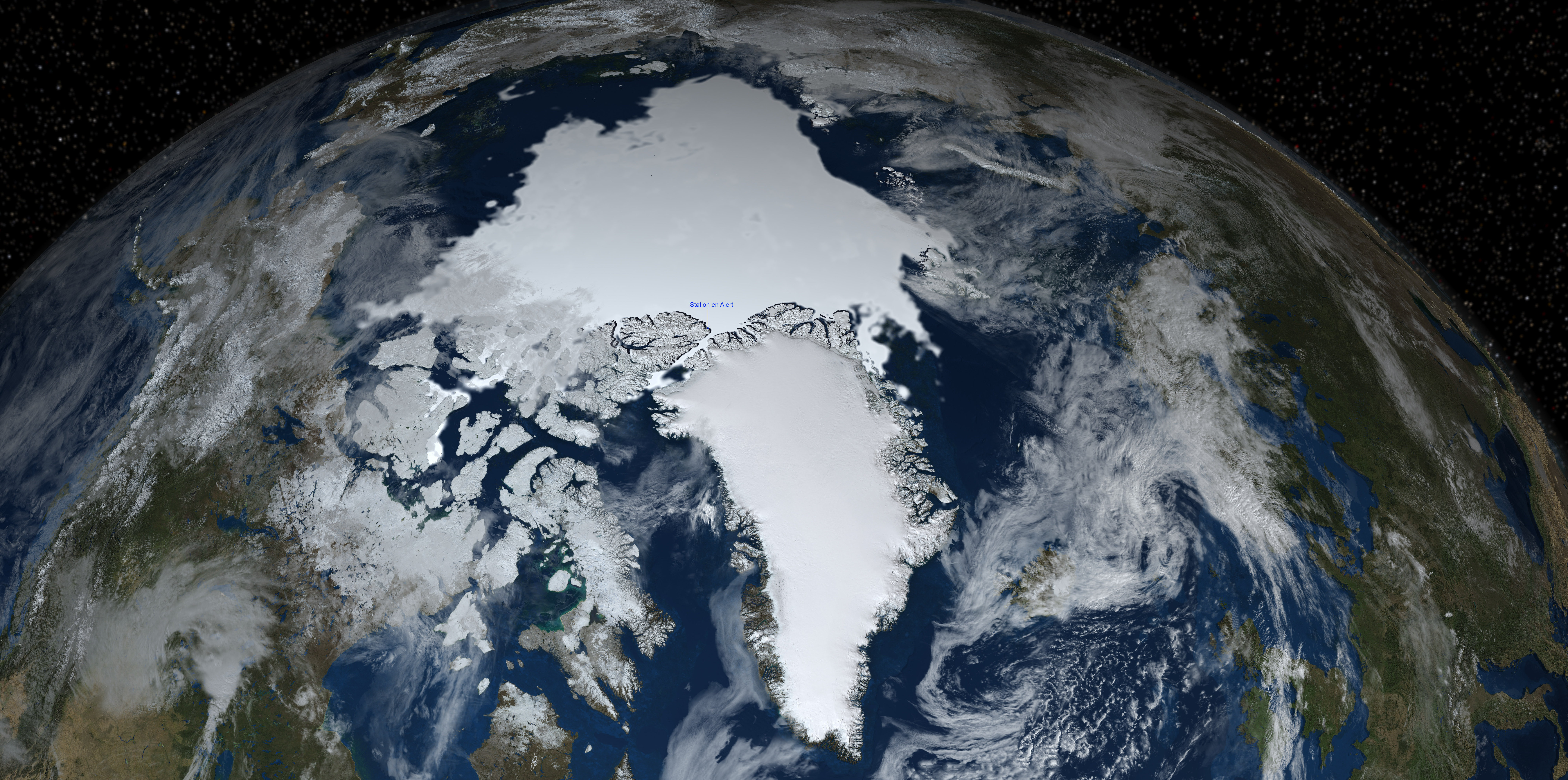
アラート気象ステーションの位置。2008年9月15日の氷の拡大(36 Mpx)。

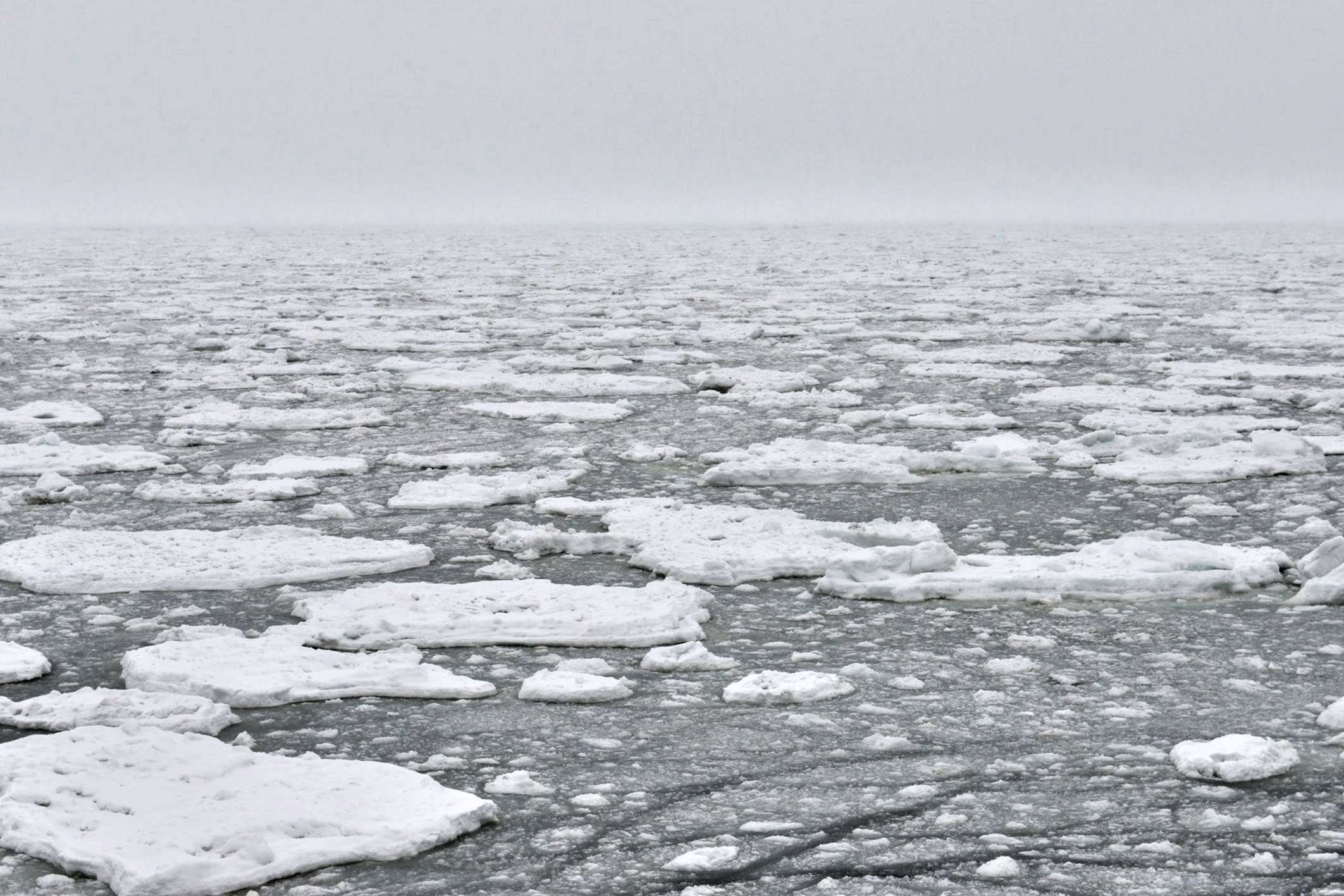
MSハンゼアティック艦上からの写真、2014-08-27:
極氷限界
（記録位置：北緯85°40.7818’、東経135°38.8735'）

英国のハドレー気象予測研究センター北極海の氷の記録は、20世紀への変わり目まで遡ることができるが、1950年以前のデータ品質には議論の余地がある。海氷端の信頼できる測定は衛星時代に始まった。1970年代後半からSEASAT（1978年）およびニンバス7号の走査型多チャンネルマイクロ波放射計（SMMR）が太陽光や、気象条件に依存しない情報を提供していた。受動型マイクロ波測定の頻度と精度は、1987年にDMSP F8の特殊センサーマイクロ波/撮像装置（SSM/I）が打ち上げられたことによって向上した。海氷の面積と範囲の両方が推定され、後者は少なくとも15％の海氷が存在する海域と定義されているため、より大きくなる。
1947年から1999年までの52年かのモデル化研究では、北極の氷の量に10年あたり-3%という、統計的に有意な傾向が見られたが、これを風力による影響と温度による影響とに分解すると、ほとんどすべての変化が温度によって引き起こされていることがわかる。な測定量に適応させた、コンピューターを用いた海氷の量の時間ごとの計算によって、単なる面積の評価よりも海氷量の監視のほうが海氷損失の評価の上ではるかに重要であることが明らかになった。
1979年から2002年までの傾向は、この23年間で10年ごとに-2.5%±0.9%の統計的に有意な北極海の海氷の減少だった。2002年に気象モデルでこの傾向のシミュレーションが行われた。9月の最小氷域については、1979年から2011年の32年間のデータで、10年ごとに12.0%の減少を示した。2007年には最小氷域が100万平方キロメートル以上減少したが、これは正確な衛星データが利用可能になって以来の最大の減少であり、4,140,000km2となっている。新しい研究によると、2007年の評価を行なうために気候変動に関する政府間パネルが使用した18のコンピューターモデルの予測のどれよりも速く溶けている。2012年には、約3,500,000km2で最小記録を塗り替えた。
全体的な量のバランスでは、海氷の体積は氷の厚さとその面積に依存する。衛星時代の到来によって面積の変化はより正確に測定できるようになったが、氷の厚さの正確な測定は依然として課題である。「とはいえ、この夏の海氷被覆の極端な喪失と凍結の開始が遅くなることは、秋から冬にかけて通常の氷の広がりが少なくなる前兆であり、成長する氷がかなり薄い可能性がある。」海氷の中の薄い一年目の氷の割合が増えるにつれて、嵐がその安定性に与える影響が大きくなり、大きな温帯低気圧に起因する乱流が海氷の大規模な破壊を引き起こす。

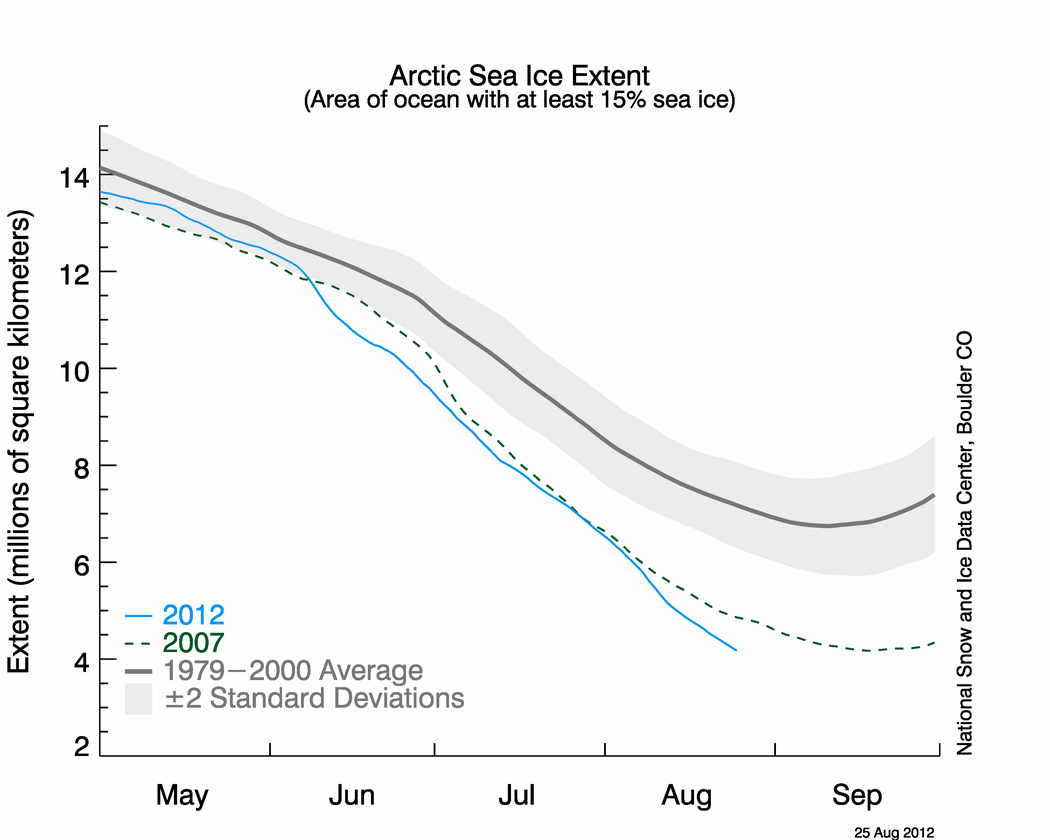
2012年8月25日時点の氷の広がり。灰色の領域は1979年から2000年の平均からの±2σを示している。
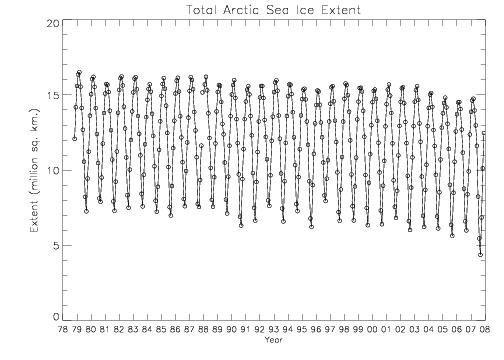
1978年から2007年の北極の海氷の広がり。
測定値によって補正された数値シミュレーションによって求められた北極の海氷量の推移は、近い将来の夏に海氷がすべて消失する確率を示している[6]。
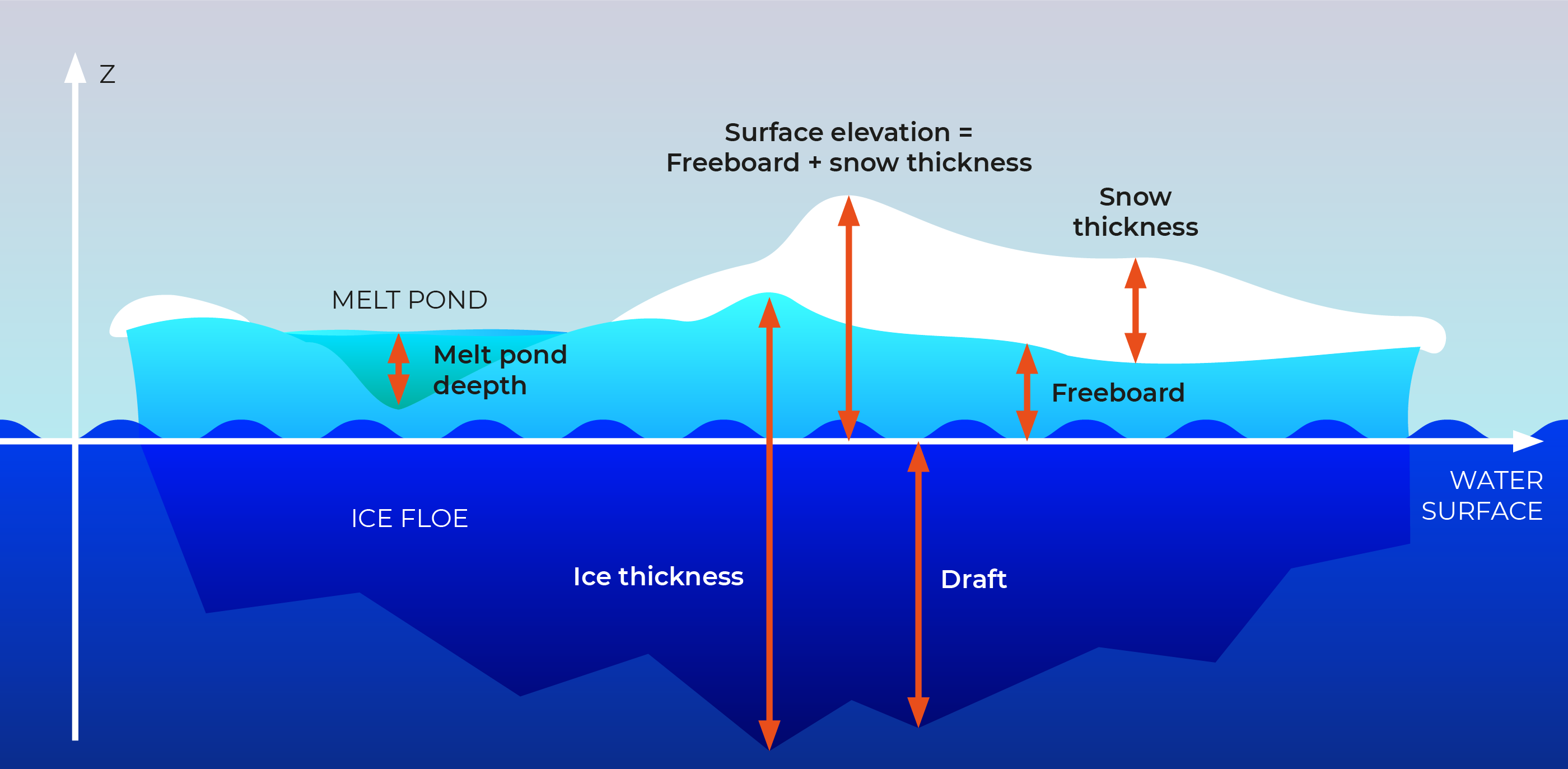
海氷の範囲を定量化するための科学的パラメーター。
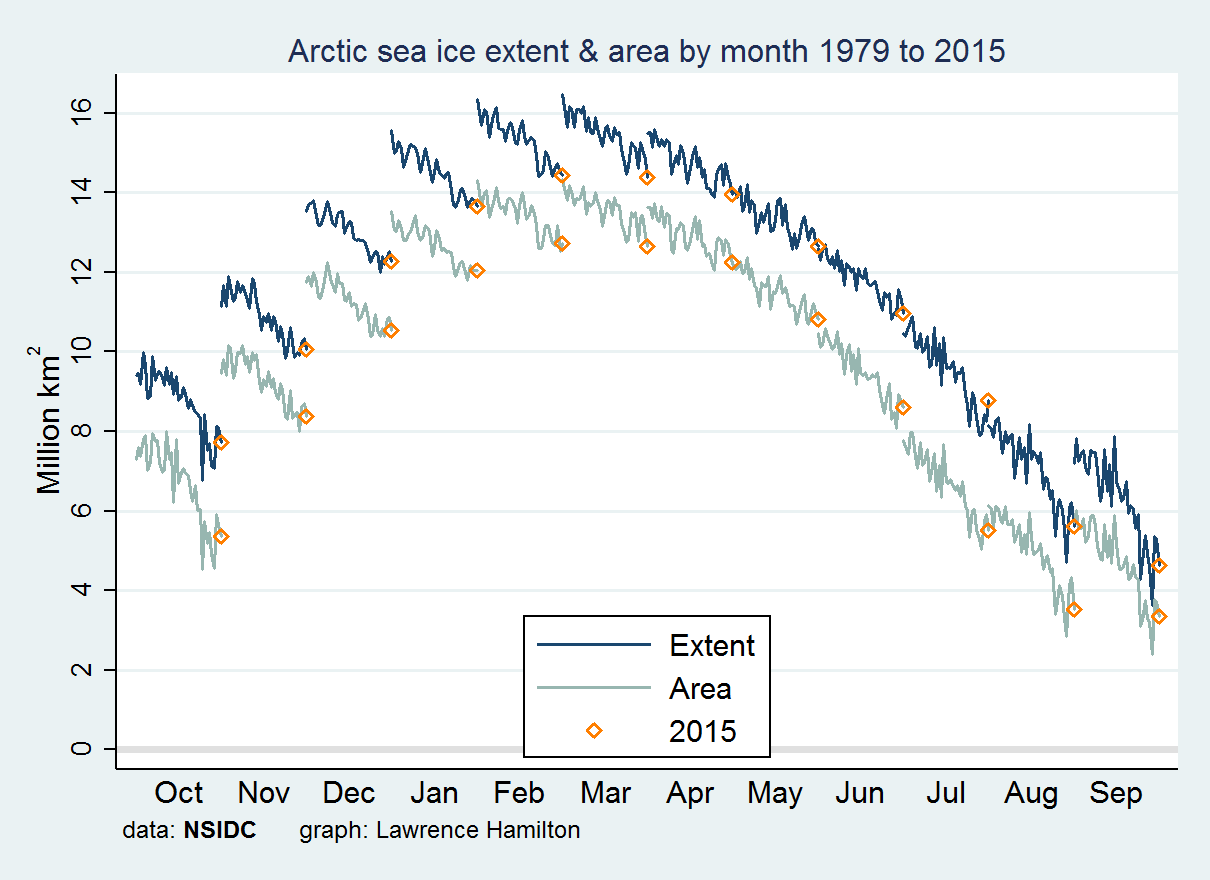
1979年から2015年までの月ごとの北極の海氷の面積と範囲の周期プロット。

## 参考資料
- Arctic sea ice ecology and history
- 地球温暖化
- 氷山
- 極冠
- ポリニヤ
- 棚氷
- Antarctic sea ice